# Primaire heiligen
Primaire heiligen is een term die gebruikt wordt voor de zeven heiligen die specifiek genoemd worden in de eerste Romeinse Canon. Deze zeven heiligen zijn allemaal vrouwen en leefden bijna allemaal in Italië, de meesten tussen 200 en 400 na Christus, en behoorden logischerwijs tot de eerste christelijke heiligen. Deze heiligen zijn allemaal de marteldood gestorven in christenvervolging, met uitzondering van Maria Magdalena.

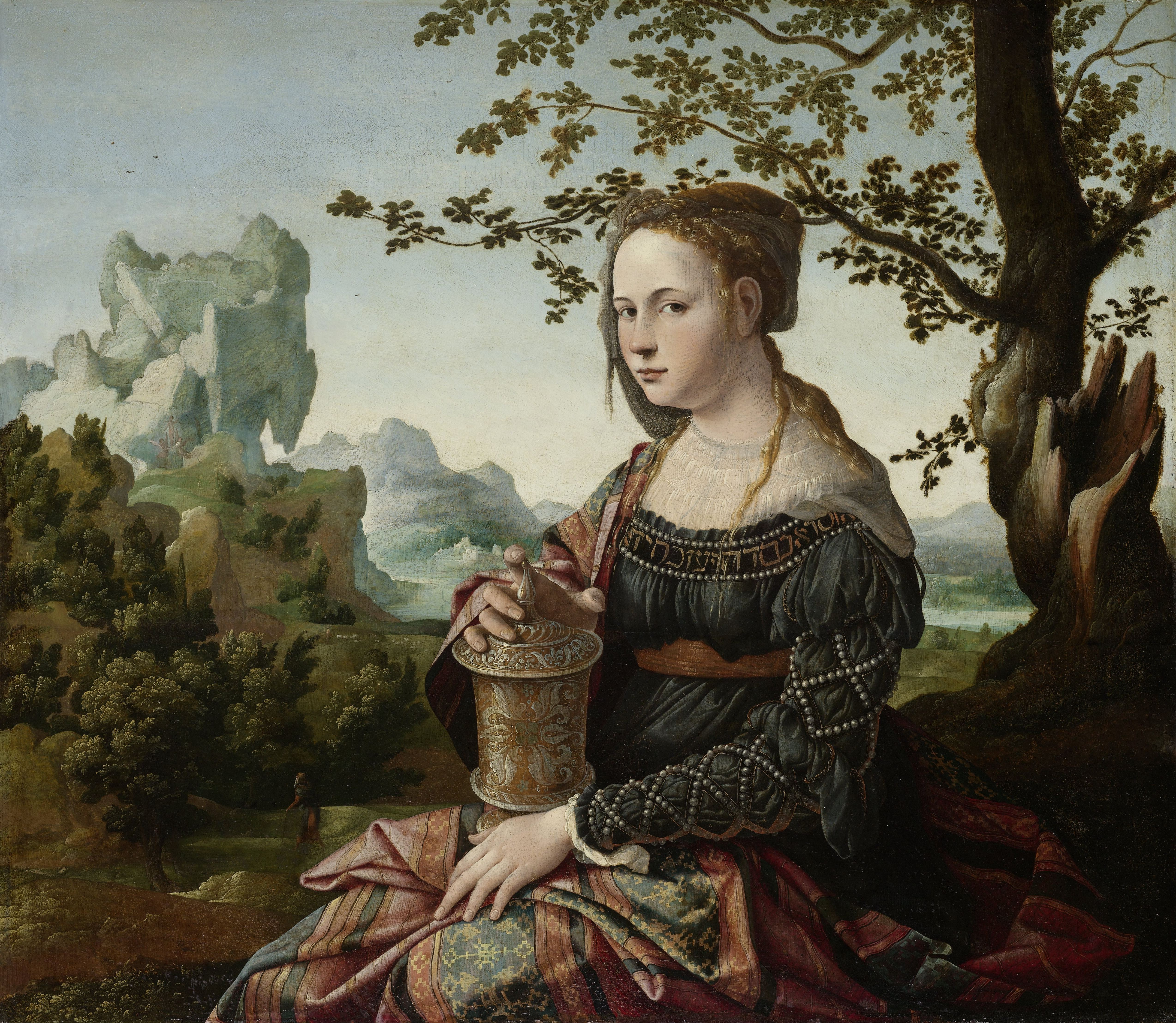
Maria Magdalena
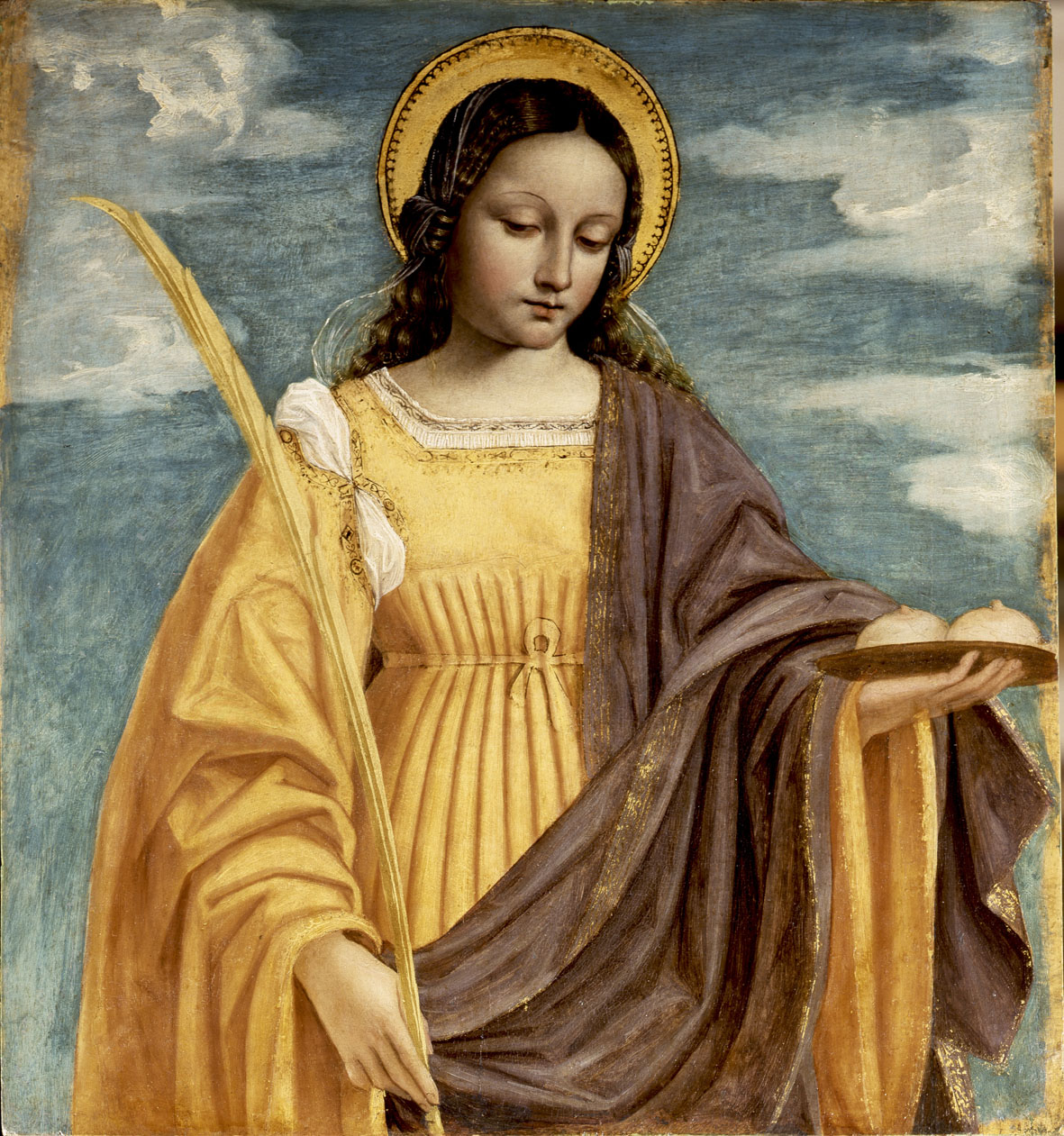
Agatha van Sicilië
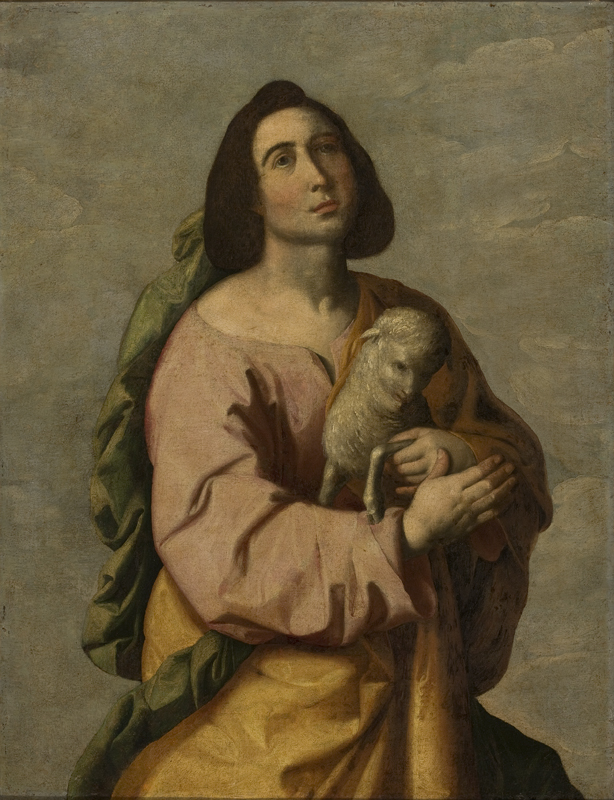
Agnes
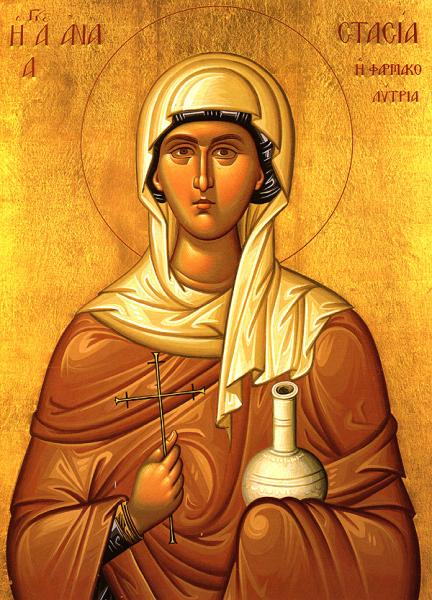
Anastasia van Sirmium
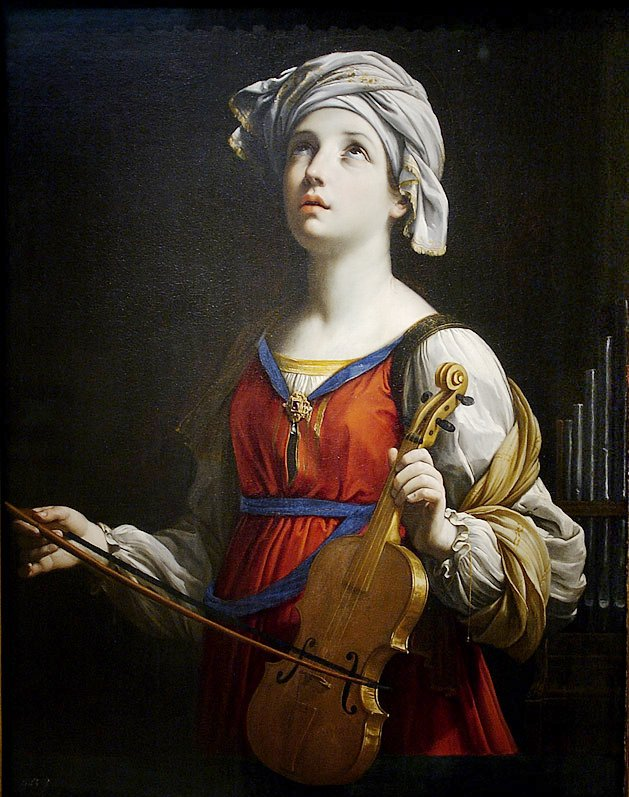
Cecilia
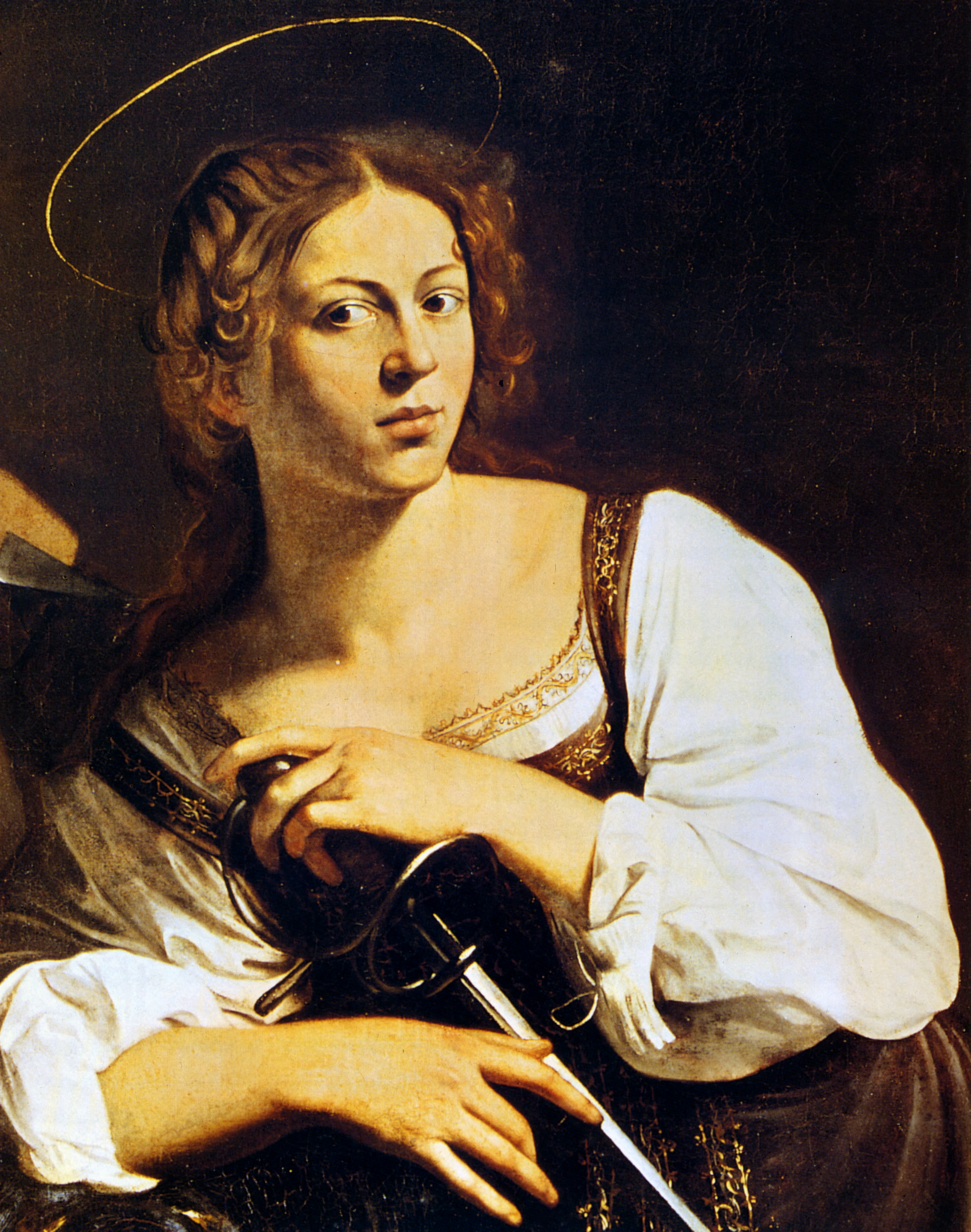
Catharina van Alexandrië
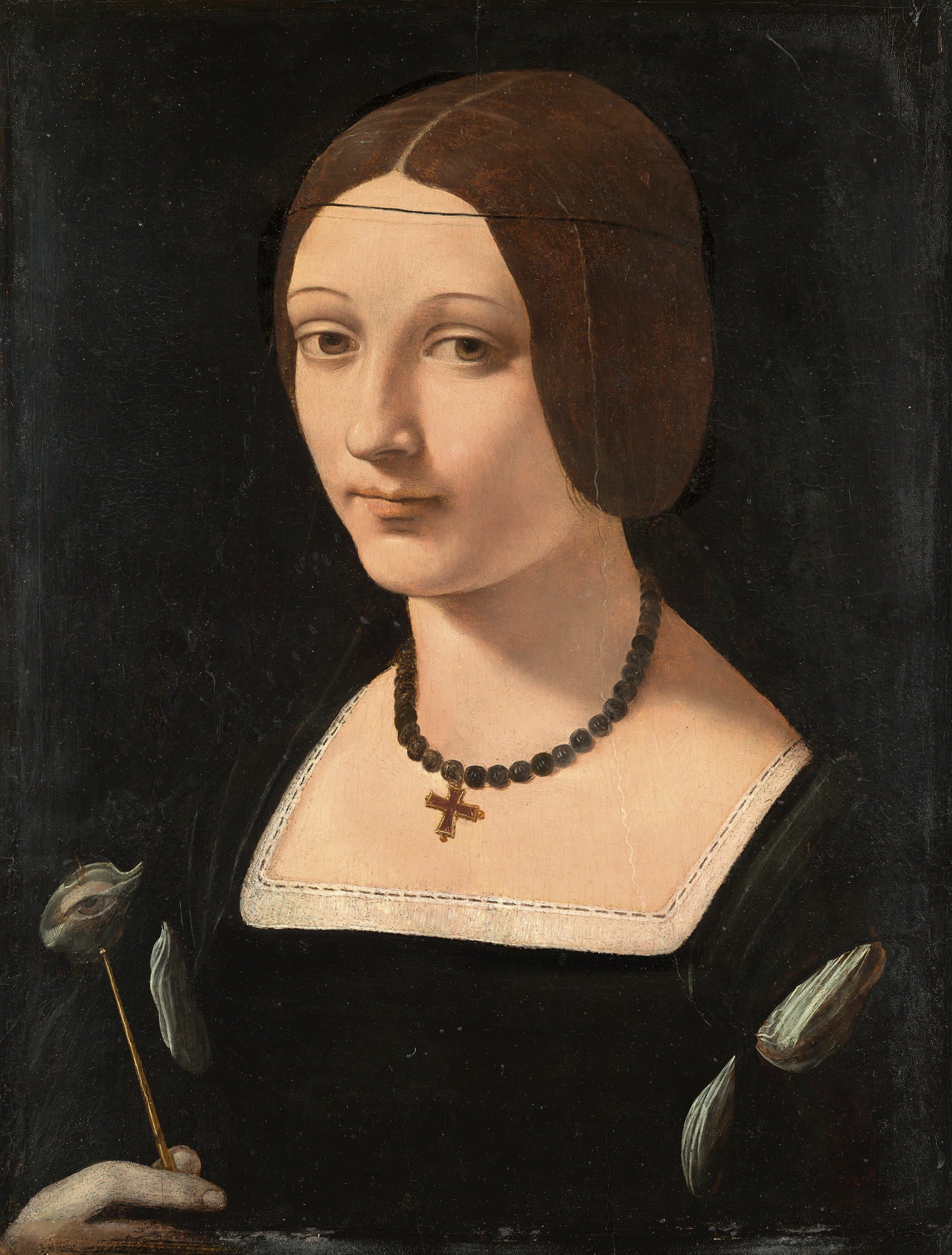
Lucia van Syracuse

Heilige Maria Magdalena · Heilige Agatha · Heilige Agnes · Heilige Anastasia · Heilige Cecilia · Heilige Catharina · Heilige Lucia